# Pampliega
Pampliega település Spanyolországban, Burgos tartományban. Pampliega Celada del Camino, Estépar, Mazuela, Olmillos de Muñó, Palazuelos de Muñó, Villazopeque, Villaquirán de los Infantes és Villaldemiro községekkel határos. Lakosainak száma 291 fő (2024).

## Népesség
A település népessége az utóbbi években az alábbiak szerint változott:
| Lakosok száma | 432  | 403  | 381  | 381  | 364  | 348  | 312  | 291  | 287  | 291  |
|               | 2001 | 2004 | 2006 | 2009 | 2011 | 2014 | 2016 | 2019 | 2021 | 2024 |